# Pediolophodon
Pediolophodon (лат.) — вымерший род гомфотериевых хоботных, обитавших со среднего по поздний миоцен в Северной Америке (Небраска и Техас). Pediolophodon был близким родичем слонов (подсемейство Elephantinae в семействе слоновых) и имел внешнее сходство с ними, хотя и не являлся настоящим слоном.
В составе рода два вида — P. campester и P. fricki. Оба изначально включались в род Tetralophodon из Старого Света, но открытия в карьере Кеплер, Небраска, показали, что эти таксоны генетически разные.